# Каратомар (Баянаульський район)
Каратома́р (каз. Қаратомар) — село у складі Баянаульського району Павлодарської області Казахстану. Адміністративний центр Каратомарського сільського округу.
Населення — 332 особи (2021; 433 у 2009, 538 у 1999, 749 у 1989).
Національний склад станом на 1989 рік:
- казахи — 100 %

Станом на 1989 рік село називалось Нова Жайма.